# Акулово (Солигалицький район)
Акулово (рос. Акулово) — присілок в Солигалицькому районі Костромської області Російської Федерації.
Населення становить 0 осіб. Входить до складу муніципального утворення Бурдуковське сільське поселення.

## Історія
Від 1928 року належить до Солигалицького району, що у 1928-1929 роках перебував у складі Костромської губернії, у 1929-1936 роках Івановської промислової області, у 1936-1944 роках — Ярославської області. Від 1944 року населений пункт у складі Солигалицького району відійшов до новоутвореної Костромської області.
Від 2007 року входить до складу муніципального утворення Бурдуковське сільське поселення.

## Населення
| 2008 | 2010 | 2014 |
| ---- | ---- | ---- |
| 1    | ↘0   | →0   |